# Pablo Hernán Gómez
Pablo Hernán Gómez (* 20. Dezember 1977 in der Provinz Mendoza, Argentinien; † 29. Januar 2001 in La Manga, Hidalgo, Mexiko) war ein argentinischer Fußballspieler auf der Position eines Stürmers.

## Leben
Gómez begann seine Laufbahn im Nachwuchsbereich seines Heimatvereins Huracán Las Heras und unterschrieb seinen ersten Profivertrag 1996 beim Zweitligisten CD Godoy Cruz. Ein Jahr später wechselte er zu den Argentinos Juniors in die erste Liga und debütierte in einem denkwürdigen Heimspiel gegen die Boca Juniors, das 4:2 gewonnen wurde und in dem er gleich selbst einen Treffer erzielte.
Im Januar 1998 wechselte er zu Monarcas Morelia in die mexikanische Liga, wo er erstmals am 11. Januar 1998 in einem torlosen Heimspiel gegen die UNAM Pumas eingesetzt wurde.
Nachdem die Tiburones Rojos Veracruz im Sommer 1998 in die zweite Liga abgestiegen waren, wurde Gómez für eine Halbsaison an den Verein aus Veracruz ausgeliehen. Für die Rückrunde derselben Saison (1998/99) wurde Gómez vom CF Pachuca verpflichtet, mit dem er das Torneo Invierno 1999 gewann. Es war zugleich der erste Meistertitel der Tuzos, bei denen Gómez mehr Zeit verbrachte als bei seinen vorherigen Vereinen.
Sein letztes Erstligator für die Tuzos erzielte er am 11. Januar 2001 in einem Heimspiel gegen den Club Necaxa, das 1:1 endete. Sein letztes Spiel absolvierte er am 28. Januar 2001 in einem Heimspiel gegen den CD Irapuato, das 2:0 gewonnen wurde.
Am Abend des darauffolgenden Tages hatte Gómez auf der Rückfahrt von Querétaro nach Pachuca in La Manga einen Autounfall, bei dem er und seine Frau Mónica González ums Leben kamen.

## Erfolge
- Mexikanischer Meister: Invierno 1999